# Лысенко, Вадим Григорьевич
Вадим Григорьевич Лысенко (род. 1933) — советский и украинский кинорежиссёр и сценарист.

## Биография
Родился 28 января 1933 года в селе Красное Кущёвского района Краснодарского края.
Окончил режиссёрский факультет ВГИКа (1956, мастерская Л. Кулешова и А. Хохловой).
С 1957 года работал на киностудии «Молдова-фильм», затем — Свердловской киностудии.
С 1966 года — режиссёр-постановщик Одесской киностудии.

## Награды
За фильм «Горькие зёрна» (1966) В. Г. Лысенко получил:
- звание Лауреата премии Ленинского комсомола Молдавии (1967),
- премию III Всесоюзного кинофестиваля за лучший киносценарий (Ленинград, 1968).

## Фильмография

### Режиссёр
- 1960 — За городской чертой
- 1964 — Когда улетают аисты
- 1966 — Горькие зёрна
- 1969 — 13 поручений
- 1971 — Поезд в далёкий август
- 1974 — Посылка для Светланы
- 1974 — Следую своим курсом
- 1977 — Последний год Беркута
- 1978 — Отряд особого назначения
- 1980 — Цветы луговые
- 1982 — Взять живым
- 1984 — Двое в песках
- 1988 — Наследница Ники
- 1992 — Жестокий спрос

### Сценарист
- 1960 — За городской чертой
- 1966 — Горькие зёрна
- 1982 — Взять живым